# هاوارد گرگوری (بازیکن فوتبال)
هاوارد گرگوری (انگلیسی: Howard Gregory؛ 6 April 1893 – ۱۹۵۴ (۶۰−۶۱ سال)) بازیکن فوتبال بود.